# Kurt Bohr

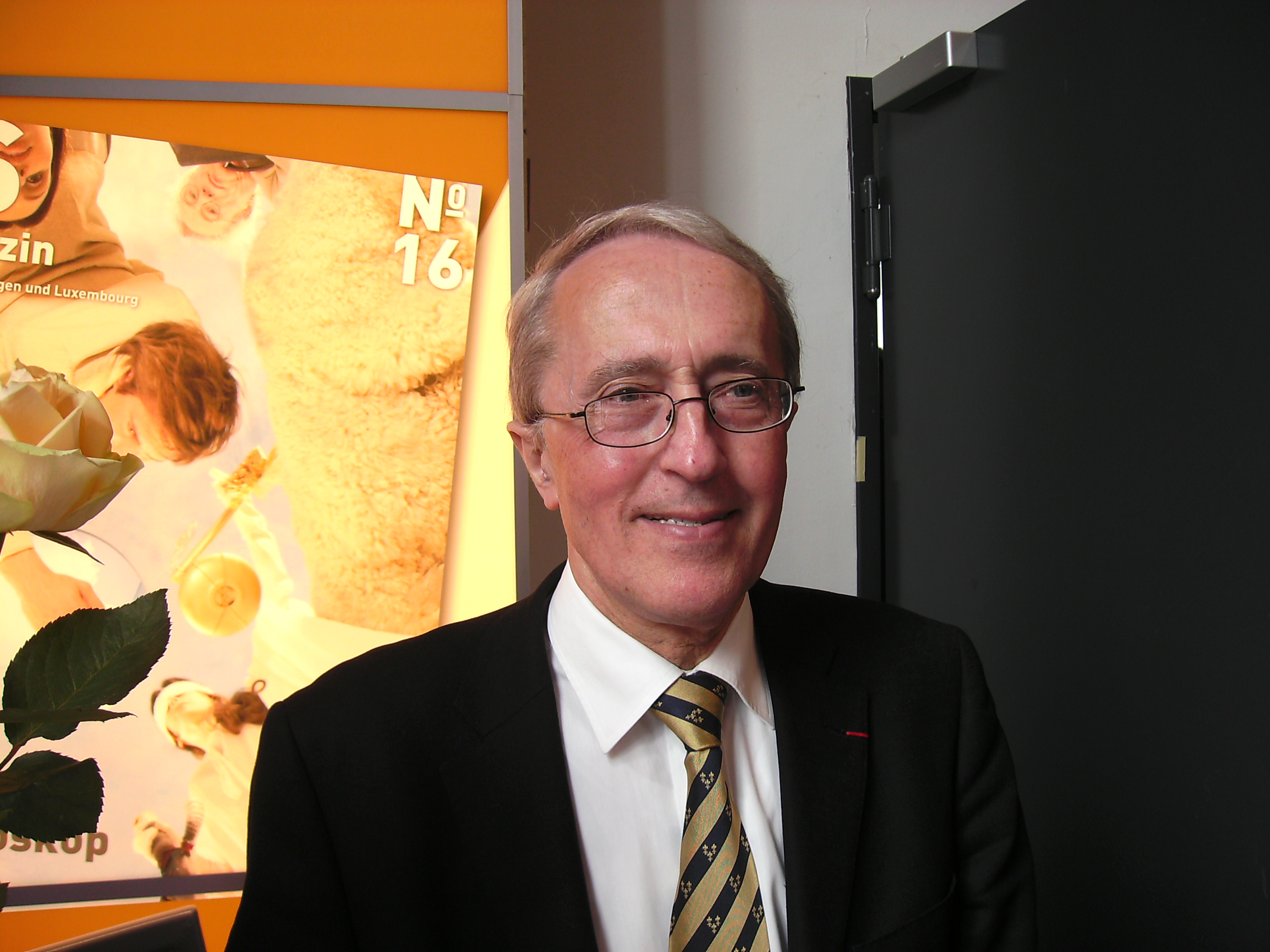
Kurt Bohr

Kurt Bohr (* 1. Januar 1947 in Hintertiefenbach, Landkreis Birkenfeld) ist ein saarländischer Jurist, Politiker (SPD) und Sportfunktionär.

## Leben
Von 1966 bis 1970 studierte er Rechtswissenschaften und promovierte 1975 an der Universität des Saarlandes in Saarbrücken. 1985 wurde er Staatssekretär im Ministerium für Bildung und Sport des Saarlandes, von 1991 bis 1996 leitete er die Staatskanzlei des Saarlandes unter Ministerpräsident Oskar Lafontaine. Als Staatssekretär und später als Chef der Staatskanzlei war Kurt Bohr eine maßgebliche Initiativkraft während der Etablierung einer neueren saarländischen Kulturpolitik in den 1980er und 1990er Jahren.

1996 wurde er als Direktor der Saarland-Sporttoto GmbH und der Saarland-Spielbank GmbH zum Nachfolger von Alfred Holzwarth gewählt. 2007 schied Bohr aus dieser Position aus.

### Sonstige Tätigkeiten
Bohr ist in zahlreichen Verbänden und Vereinen ehrenamtlich tätig. Unter anderem war er Präsident des Saarländischen Turnerbundes und Vizepräsident des Landessportverbandes für das Saarland. Er ist Vorsitzender der Saarländischen Gesellschaft für Kulturpolitik. Weiterhin ist er als vertretungsberechtigter Geschäftsführer des Verlags Saarkultur gGmbH Herausgeber des 2007 gegründeten saarländischen Kulturmagazins „Opus“.

## Ehrungen und Auszeichnungen
- 1994 Ritter des Verdienstordens der Italienischen Republik
- 1997 Ehrensenator der saarländischen Hochschule für Musik und Theater, der späteren Hochschule für Musik Saar
- 1998 Ritter der französischen Ehrenlegion (Chevalier de la Légion d’Honneur)

## Bibliografie

### Sachbuch
- Die Europäische Union – das Ende der eigenständigen Kulturpolitik der deutschen Bundesländer?. Zusammen mit Helmut Albert. München: Beck, 1993.
- (mit Rüdiger Pernice): Absturz in die zweite Liga? Plädoyer für einen Kurswechsel in der deutschen Bildungspolitik. Baden-Baden: Nomos, 2002, ISBN 3-7890-8207-4.
- Verdrängen, Umgehen, Vertagen. Wie die politische Klasse versagt. Saarbrücken: Conte-Verl., 2009. 151 S. ISBN 978-3-936950-76-2
- Hartz IV ist kein Schicksal. Wege aus dem sozialen Abseits. Bonn: Dietz, 2015, 143 S. ISBN 3-8012-0465-0.

### Herausgeberschaften
- Föderalismus – demokratische Struktur für Deutschland und Europa. München: Beck, 1992. XII, 223 S., graph. Darst. ISBN 3-406-37205-8
- Erinnerungsorte : Ankerpunkte saarländischer Identität. St. Ingbert: Röhrig-Universitätsverl., 2007. 119 S. (Schriftenreihe der Saarländischen Gesellschaft für Kulturpolitik) ISBN 978-3-86110-425-4
- Die Stadt als Erinnerungsort – Friedrich Joachim Stengel. Hrsg. zus. mit Peter Winterhoff-Spurk. Saarbrücken: Verl. Saarkultur, 2009. 178 S., Ill., Kt. (Schriftenreihe der Saarländischen Gesellschaft für Kulturpolitik) ISBN 978-3-9813041-0-7

### Beiträge in institutionellen Schriftenreihen
- Nationale Rundfunkordnung oder europäischer Medienmarkt? Europarechtliches Symposium. Mit Beitr. von K. Bohr u. a. München : Jehle-Rehm, 1993. VIII, 92 S. ISBN 3-8073-1043-6
- Europäische Medienpolitik im Licht der Maastricht-Entscheidung. Kurt Bohr u. a. München: Jehle-Rehm, 1995. 108 S. (Schriftenreihe des Instituts für Europäisches Medienrecht, Saarbrücken; 12) ISBN 3-8073-1203-X